# Валье-де-Кофрентес
Валье-де-Кофрентес (исп. Valle de Cofrentes)  — район (комарка) в Испании, входит в провинцию Валенсия в составе автономного сообщества Валенсия.

## Муниципалитеты
| Муниципалитет       | Население | Площадь км² | Плотность населения чел./км² |
| ------------------- | --------- | ----------- | ---------------------------- |
| Айора               | 5.513     | 446,60      | 12,33                        |
| Кортес-де-Пальяс    | 1.014     | 233,00      | 4,29                         |
| Халансе             | 997       | 94,80       | 10,35                        |
| Кофрентес           | 951       | 103,20      | 9,19                         |
| Харафуэль           | 871       | 103,10      | 8,35                         |
| Тереса-де-Кофрентес | 672       | 110,80      | 5,97                         |
| Сарра               | 472       | 49,70       | 8,89                         |